# بخش آردنهرست، شهرستان ایتاسکا، مینه سوتا
بخش آردنهرست (به انگلیسی: Ardenhurst Township) یک منطقهٔ مسکونی در ایالات متحده آمریکا است که در شهرستان ایتاسکا، مینه‌سوتا واقع شده‌است.
 بخش آردنهرست ۹۰٫۸ کیلومتر مربع مساحت و ۱۶۴ نفر جمعیت دارد و ۴۳۲ متر بالاتر از سطح دریا واقع شده‌است.